# Jo Leinen

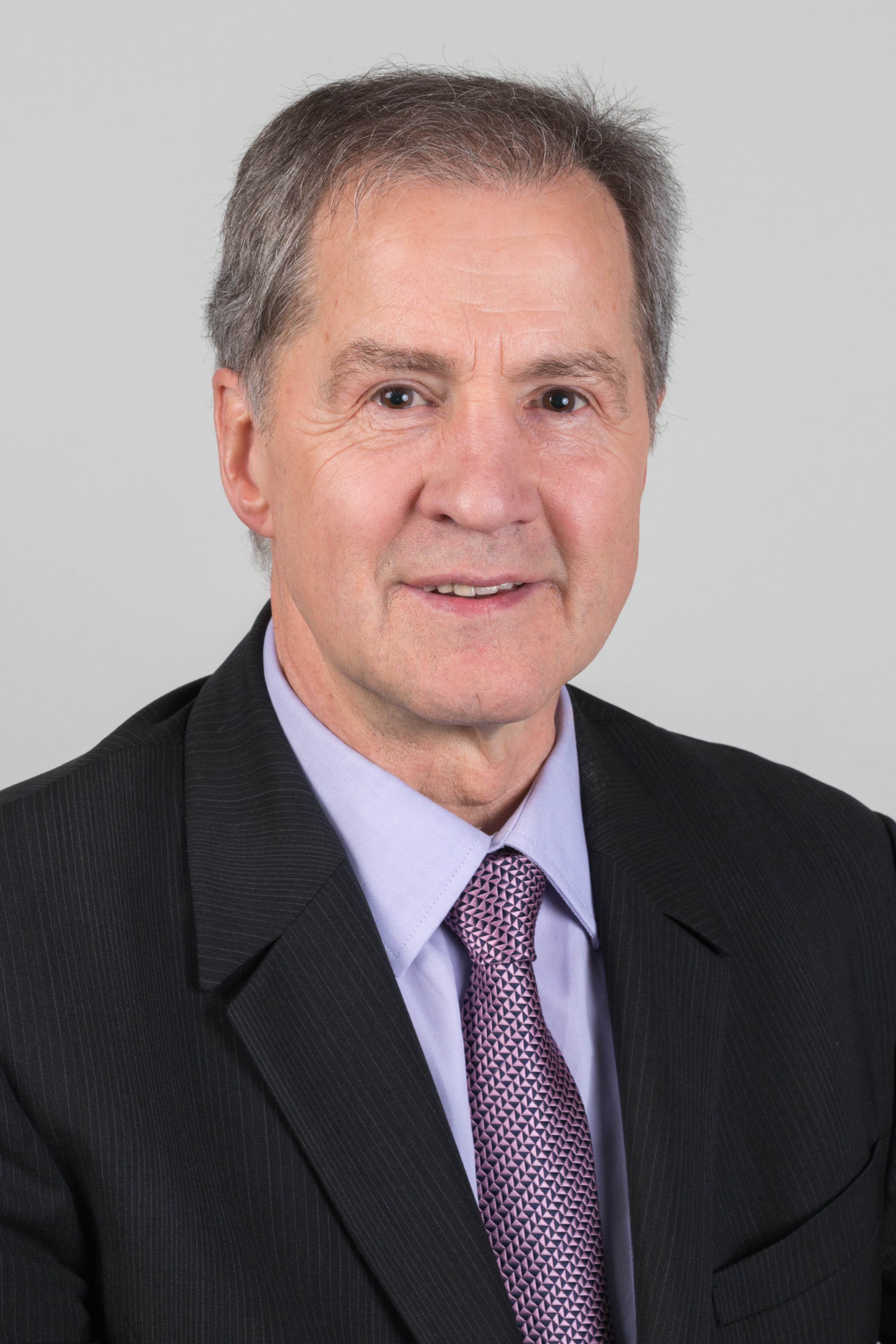
Jo Leinen (2014)

Jo Leinen (Bisten (hoy incorporado a Überherrn), Sarre, 6 de abril de 1948) es un político alemán. 
Desde julio de 1999 es miembro del Parlamento Europeo para el Grupo de la Alianza Progresista de Socialistas y Demócratas. Conocido por la promoción de ideales europeos, Jo Leinen es desde noviembre de 2011 presidente del Movimiento Europeo.